# Турбат
Турбат (урду تربت‎) — город в провинции Белуджистан, Пакистан. Население — 83 475 чел. (на 2010 год).

## История
До 1952 года город был столицей ханства Макран.
4 января 2011 года в городе прогремел взрыв. 15 детей получили ранения в результате подрыва школьного автобуса, ни одна из террористических группировок не взяла на себя ответственности за теракт.

## Демография
| 1961  | 1972   | 1981   | 1998   | 2010   |
| ----- | ------ | ------ | ------ | ------ |
| 4 578 | 27 671 | 52 337 | 67 905 | 83 475 |